# 科松卡 (阿赫特爾卡區)
50°23′41″N 34°54′20″E / 50.39472°N 34.90556°E
索松卡（烏克蘭語：Сосонка）是位於烏克蘭東北部的村莊，由蘇梅州奥赫蒂尔卡区的奧赫蒂爾卡市鎮負責管轄。該村處於沃爾斯克拉河右岸，分別距離波季爾1.5公里和扎里奇涅4.5公里，海拔高度130米，2001年人口276。